# Parc Nacional de Garajonay
El Parc Nacional de Garajonay ocupa la part central i més alta de l'illa de La Gomera, estenent-se per una superfície que supera el 10% de l'illa. Va ser declarat Parc Nacional el 1981. El 1986, la UNESCO el va incloure entre els béns que formen part del Patrimoni de la Humanitat.
La seva superfície és de 3.986 hectàrees, i el seu territori s'estén per tots els municipis de La Gomera, i ocupa el centre i certes zones del nord de l'illa. El terreny del parc, que sovint es troba envoltat de boira, està constituït per materials basàltics, deguts a colades i piroclasts. A l'interior, s'hi troba el Monument Natural de Los Roques.

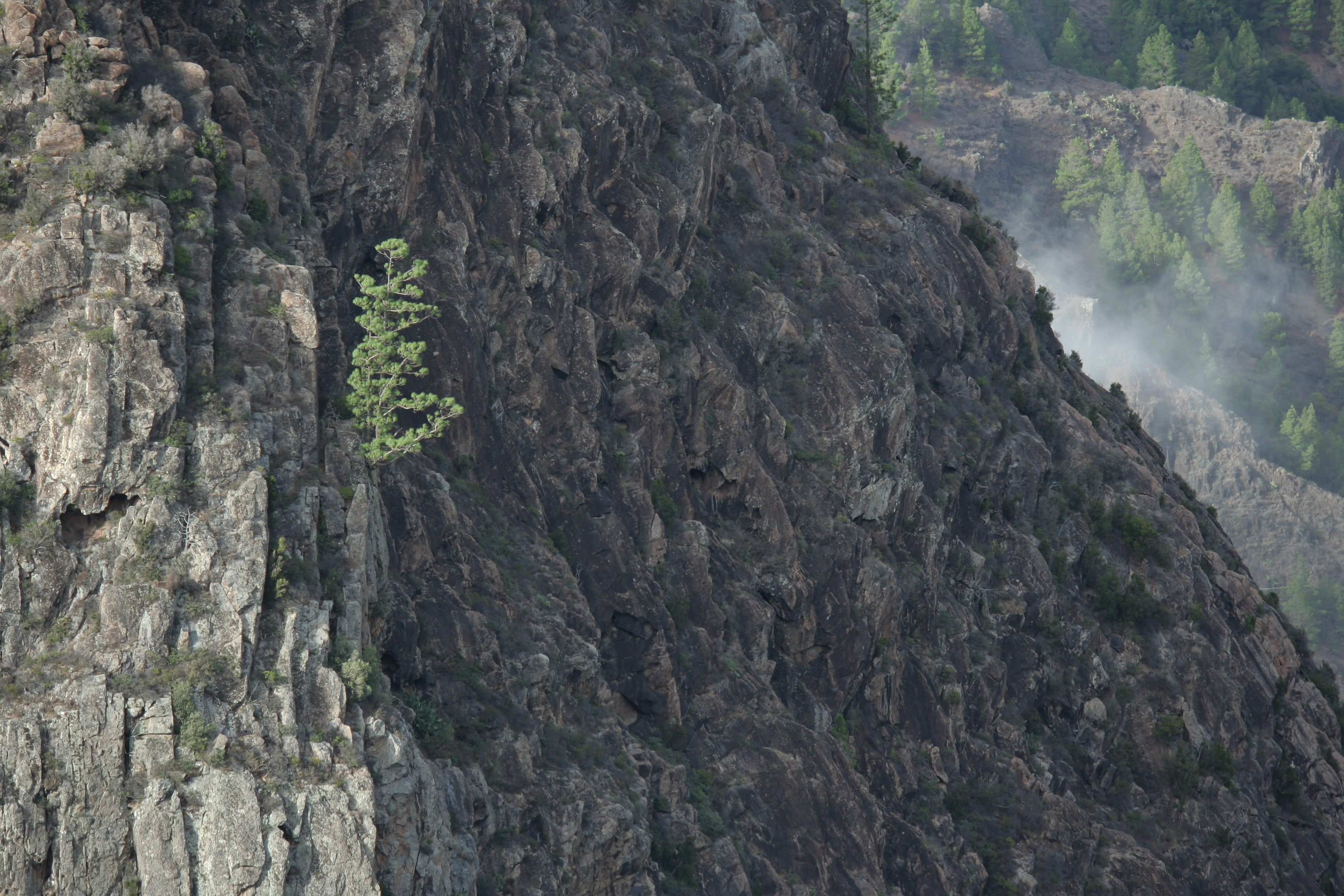
«Roque Ojila»
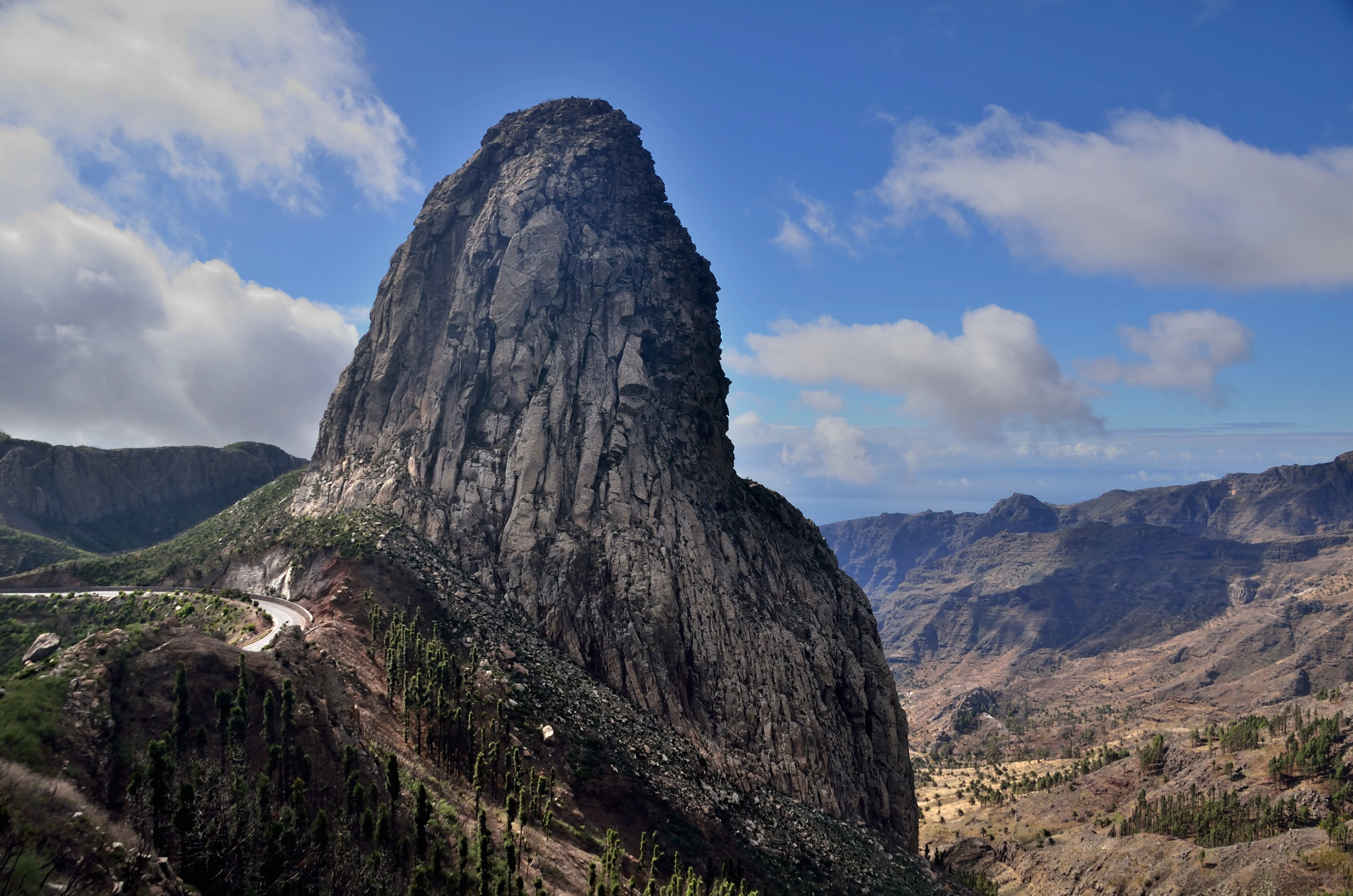
«Roque de Agando»
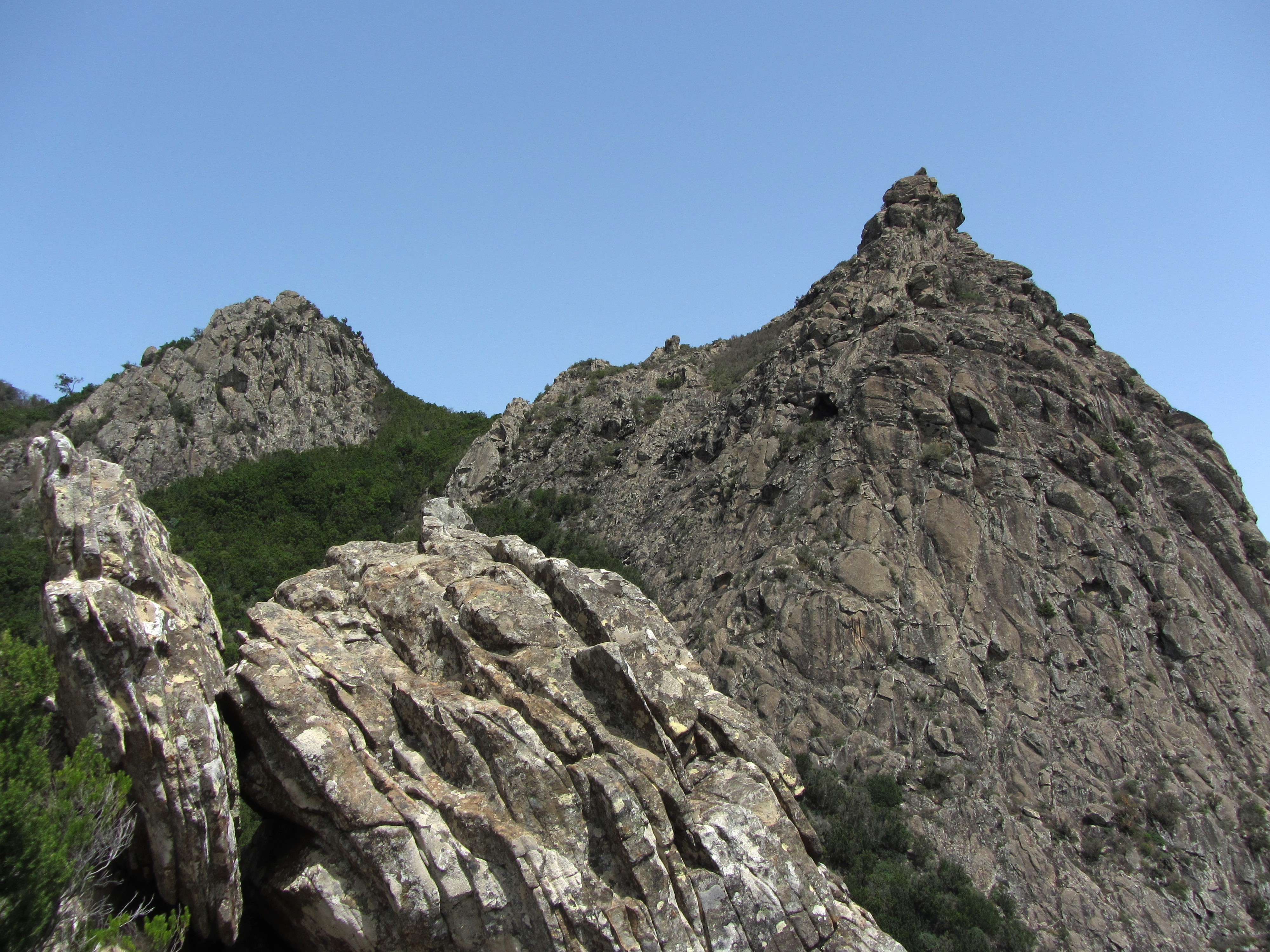
«Roque de La Zarcita»

El parc pren el seu nom de l'alt de Garajonay, la major alçada de l'illa, amb 1.487 metres. La cota mínima del parc és de 650 m, al caseriu del Cedro. La seva declaració com a Patrimoni de la Humanitat es deu al fet que acull la millor mostra coneguda al Vell Món de laurisilva, un bosc humit de variades espècies de fulla perenne que durant el Cenozoic cobria pràcticament tot Europa. La laurisilva es dona en un règim climàtic en què la variació anual de la temperatura és petita i la precipitació és relativament abundant, amb humitat quasi constant pel mar de núvols que hi ha al damunt.
Junt amb la laurisilva, l'associació faya (Myrica faya) i bruc ocupa aproximadament un 90% del parc, i es troba a l'extrem occidental i meridional de Garajonay. Espècies exòtiques i el pi canari n'ocupen la part meridional, i representen un 10% del parc.
La fauna de Garajonay també és destacable, ja que acull prop de mil espècies d'invertebrats, i en són unes 150 endèmiques. S'hi troben 38 espècies de vertebrats, bàsicament rèptils i ocells, entre les quals destaquen diferents espècies de coloms endèmiques de les Illes Canàries: Columba junoniae i Columba bollii. Garajonay té la consideració de zona d'especial protecció per a les aus (ZEPA).
No hi ha cap nucli de població dins el parc, tot i que sí a les proximitats. Hi ha nombrosos camins que permeten accedir a l'interior del parc. Hi ha una zona recreativa, anomenada Laguna Grande a l'interior del parc i al municipi d'Agulo hi ha el centre de visitants a l'indret conegut com a Juego de Bolas.